# Moïse et Pharaon

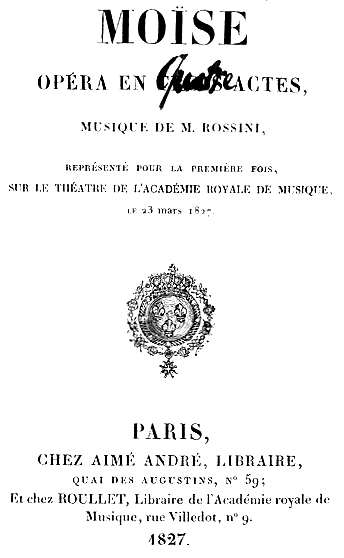
Librettots titelsida, Paris 1827.

Moïse et Pharaon, ou le Passage de la mer Rouge (Moses och Farao, eller Övergången genom Röda havet) är en grand opéra i fyra akter med musik av Gioacchino Rossini och libretto av Luigi Balocchi och Étienne de Jouy, efter Andrea Leone Tottolas libretto till Rossinis Moses i Egypten (1818).

## Historia
1824 utnämndes Rossini till chef för operakompaniet Comédie-Italienne i Paris och han fick därmed en unik plattform att saluföra sina egna operor. Han lärde sig franska och noterade parispublikens smak för stora körscener och spektakulära tablåer. Innan han komponerade några nya verk prövade han sig själv och publiken genom att göra en omarbetning av Moses i Egypten. Inför premiären i Paris 26 mars 1827 bearbetade Rossini partituret grundligt och tillfogade bland annat hela första akten så att operan innehöll fyra akter. Han bytte också ut en del musik och tillförde den obligatoriska baletten helt i linje med publikens smak. I Neapelversionen hade han använt en stil full av koloratursång för att glädja den italienska smaken och de virtuosa sångarna. För Parisversionen skalade han bort mycket ornamentering till förmån för en klar och ren sånglinje. Dessutom utökade han körens roll som Israels barn. Den franska texten skrevs av Giuseppe Luigi Balocchi och Étienne de Jouy. Rossini ville inte bara ha en översättning av librettot utan en helt ny text skriven på franska. Neapelversionen hade innehållit en del sångnummer som inte var komponerade av Rossini, utan av en anonym medhjälpare. Nu fick Rossini tillfälle att ta bort all musik som inte var skriven av honom själv och tillföra helt nyskrivna nummer inklusive all recitativ. Den nya operan Moïse et Pharaon gjorde stor succé och spelades regelbundet ända till 1865.
I december 1827 gjordes en italiensk version av operan med titeln Mosè e Faraone, ossia Il passaggio del Mar Rosso (också känd som Il Mosè nuovo eller helt enkelt Mosè). Den 20 april hade operan premiär på Covent Garden i London med titeln Zora.
En av orsakerna till operans stora lycka var det nyvakna intresset för allt som hade med Egypten att göra. Napoleons egyptiska fälttåg 1799 hade inneburit att mängder av historiska föremål hade fraktats hem till Paris. Med i fälttåget hade det funnits arkeologer som stannade kvar i Egypten för att utforska och landets gömda skatter. 1822 fann egyptologen Jean-François Champollion Rosettestenen med vilkens hjälp det äntligen gick att dechiffrera hieroglyferna.

## Personer
Till den franska uppsättningen ändrades rollnamnen. Förutom de uppenbara språkliga anpassningarna ("Mosè" - "Moïse", "Faraone" - "Pharaon") gavs även de andra karaktärerna helt nya namn. Översteprästen Mambre har blivit Osiride, medan den ursprungliga Osiride (faraos son) nu heter Aménophis. Han ska inte förväxlas med den ursprungliga Amenofi som var Moses syster. Helt nya är kapten Aufide och den mystiska rösten. I den senare Romversionen behölls de franska namnen om än lite anpassade till det italienska språket.
| Neapelversionen 1818  | Parisversionen 1827 | Romversionen 1827 |
| --------------------- | ------------------- | ----------------- |
| Mosè (bas)            | Moïse               | Mosè              |
| Faraone (bas)         | Pharaon             | Faraone           |
| Osiride (tenor)       | Aménophis           | Amenofi           |
| Aronne (tenor)        | Éliézer             | Eliezer           |
| Mambre (tenor)        | Osiride             | Osiride           |
| (saknas)              | Aufide (tenor)      | Aufide            |
| Amaltea (sopran)      | Sinaïde             | Sinaide           |
| Elcìa (sopran)        | Anaï                | Anaide            |
| Amenofi (mezzosopran) | Marie               | Maria             |
| (saknas)              | Mystisk röst (bas)  | Mystisk röst      |

## Handling
Akt I

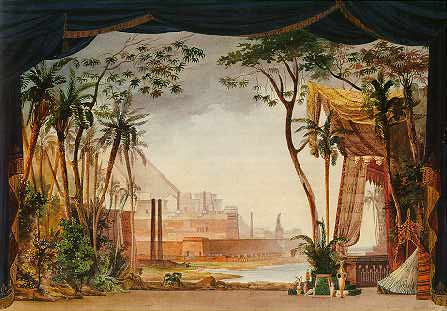
Dekor från 1827.

På Guds befallning för Moïse med sig De tio budorden till sitt folk. Aménophis, Pharaons son, älskar den hebreiska flickan Anaïs och övertalar av rädsla för att förlora flickan Pharaon att hålla kvar judarna i landet. Gud bestraffar egyptierna med eldregn och hagel.
Akt II
Mörker över Egypten. När Pharaon åter lovar att låta Israels folk ge sig av, låter Moïse mörkret vika.
Akt III
Pharaon kräver att Moïse skall offra till gudinnan Isis. Denne avböjer. Pharaon får vetskap om nya hemsökelser skickade av Gud (vattnet förvandlas till blod, pesten härjar, gräshoppor ödelägger skörden) och svär att hämnas. När Moïse med sin stav släcker elden på Isis offeraltare, blir Pharaon skräckslagen och låter hebréerna ge sig av.
Akt IV
På stranden till Röda havet. Aménophis ber förgäves Anaï att stanna hos honom. Hon följer sitt folk. Den hämndlystne Aménophis tänker låta sin här förgöra hebréerna. På Moïses och hans folks bön delar sig havet. Hebréerna lyckas nå den motsatta stranden. Aménophis och hans egyptiska krigare uppslukas av störtfloden.

## Musiken
Orkestern består av:
- Träblås: två flöjter (två piccolaflöjter), två oboer, två klarinetter, två fagotter
- Bleckblås: fyra valthorn, två trumpeter, tre tromboner, ofikleid
- Slagverk: pukor, bastrumma, cymbal, triangel
- Harpa
- Stråkar

Operan innehåller följande musiknummer:
- Ouvertyr

Akt I
- Nr. 1. Preludium (delvis från Armida)
- Nr. 2. Kör: "Dieu puissant" (Scen 1, delvis från Armida)
- Nr. 3. Duett (Anaï, Aménophis): "Ah! si je perds l'objet que j'aime“ (Scene 5, Mosè in Egitto: "Ah se puoi così lasciarmi", Nr. 3, Akt I, Scen 4)
- Nr. 4. Marsch 
  - Kör: "Jour de gloire" (Scen 6, Mosè in Egitto: "All'etra, al ciel", Nr. 5, Akt I, Scen 6)
- Nr. 5. Duett (Anaï, Marie): "Dieu, dans ce jour prospère" (Scen 6, Mosè in Egitto: "Tutto mi ride intorno", Nr. 6, Akt I, Scen 7)
- Nr. 6. Final: "Quel delire!" (Scen 8, Mosè in Egitto: "All'idea di tanto eccesso", Akt I, Scen 8)

Akt II
- Nr. 7. Introduktion: "Désastre affreux!" (Scen 1, Mosè in Egitto: "Ah! Chi ne aita?", Nr. 1, Akt I, Scen 1)
- Nr. 8. Uppror: "Arbitre supreme" (Scene 2, Mosè in Egitto: "Eterno! Immenso!", Nr. 2, Akt I, Scen 2) 
  - Kvintett: "O toi dont la Clemence" (Scen 2)
- Nr. 9. Duett (Aménophis, Pharaon): "Cruel moment!... que faire?" (Scen 3, Mosè in Egitto: "Parlar, spiegar non posso", Akt II, Scen 1)
- Nr. 10. Aria (Sinaïde): "Ah! d'une tendre mère" (Scen 5, Mosè in Egitto: "Porgi la destra amata", Nr. 14, Akt II, Scen 6)

Akt III
- Nr. 11. Marsch 
  - Kör: "Reine des cieux" (Scene 1, från Bianca e Falliero)
  - Balett (delvis från Armida)
- Nr. 12. Final (delvis från Mosè in Egitto: "Mi manca la voce", Nr. 11, Akt II, Scen 3)

Akt IV
- Nr. 13. Recitativ (Anaï, Aménophis): "Où me conduisez-vous?" (Scene 1, Mosè in Egitto: "Dove mi guidi?", Nr. 10, Akt II, Scen 3) 
  - Duett (Anaï, Aménophis): "Jour funeste, loi cruelle!" (Scen 1)
- Nr. 14. Aria (Anaï): "Quelle affreuse destinée!" (Scen 2)
- Nr. 15. Preghiera – Moses bön: "Des cieux où tu résides" (Scen 3, Mosè in Egitto: "Dal tuo stellato soglio", Nr. 15, Akt III, Scen 1)
- Nr. 16. Final (delvis från Mosè in Egitto)
- Nr. 17. Cantico finale (Marie och kör): "Chantons, bénissons le Seigneur!" (Scen 4)

Rossini omstrukturerade verket från grunden. Förlagans inledningsscen ("Det egyptiska mörkret") förlades till början av akt II. Scenen med faraos sons död saknas och Elcìas "Porgi la destra amata) (akt II) blev till Sinaïdes aria "Ah! d’une tendre mère". Rossini skrev tre nya musiknummer: kvartetten "Dieux de la paix" (akt I, scen 3), Anaïs aria "Quelle affreuse destinée" (akt IV, scen 2) och slutkören "Chantons, bénissons le Seigneur". Ouvertyren, introduktionen och baletten i akt III bygger på musikaliskt material från Armida. Akt I:s inledningskör kommer från Bianca e Falliero.